# Actias selene
Actias selene (Hübner, 1807), nota anche come falena luna indiana, è una specie di falena originaria dell'Asia. Questa specie è popolare tra gli entomologi amatoriali e spesso viene allevata a partire da uova o bozzoli disponibili in commercio. Vola principalmente di notte.

## Distribuzione
Questa falena è piuttosto diffusa: si trova dall'India al Giappone e in Nepal, Sri Lanka, Borneo, oltre a diverse altre isole dell'Asia orientale. Molte sottospecie sono originarie di Pakistan, Afghanistan, Filippine, Russia, Cina, Giava, Sri Lanka, Sumatra e Borneo.

## Sottospecie
- Actias selene selene (Hübner, 1807)
- Actias selene brevijuxta (Nässig & Treadaway, 1997)
- Actias selene eberti Rougeot, 1969 (Afghanistan)
- Actias selene taprobanis U. Paukstadt & L.H. Paukstadt, 1999 (Sri Lanka) Actias selene omeishana Watson, 1913

## Ibrido
Graellsia isabellae × Actias selene è un ibrido tra la falena luna spagnola (Graellsia isabellae) e la falena luna indiana.

## Adulto
Maschio: testa, torace e addome bianchi; palpi rosa e protorace con una fascia rosa scuro; zampe rosa. Ali anteriori verdi molto chiaro, bianche alla base; fascia costale rosa scuro, più scura lungo la vena sottocostale; linea antemediale giallo pallido obliqua verso l'esterno; due linee submarginali leggermente curve oblique verso l'interno; banda marginale giallo pallido; lunula rosso-marrone scuro all'estremità della cellula, con una linea grigia che delimita internamente una macchia rotonda ocra con centro rosato. Ali posteriori simile a quelle anteriori; la parte centrale della coda è rosata.
Femmina: il margine esterno è meno reciso e ondulato; le macchie gialle sono meno sviluppate; la linea antemediale dell'ala anteriore è più vicina alla base e quella dell'ala posteriore è assente; la coda è meno rosa.

### Ciclo vitale
Le uova sono grandi 2 mm e di colore bianco, con estese macchie nere e marroni. L'incubazione dura circa 12 giorni e le larve appena nate sono rosse con una sella addominale nera. Le larve al secondo stadio sono rosse con la testa nera. Solo a partire dal terzo stadio le larve diventano verdi. Mentre sono in via di sviluppo preferiscono condizioni umide.

### Larva
Larva verde mela; tubercoli spinosi gialli dorsali e laterali appaiati su ciascun somite eccetto l'ultimo; peli dorsali gialli; peli laterali e ventrali neri; pterigopodi anali rossicci.

### Pupa
Bozzolo ovale e marrone chiaro.

## Piante nutrici
- Liquidambar
- Rhododendron
- Prunus
- Malus
- Coriaria
- Pieris
- Hibiscus
- Salix
- Crataegus
- Photinia
- Juglans
- Musa